# Van Zuylen van Nievelt

Wapen van de familie Van Zuylen van Nievelt (1827)

Van Zuylen van Nievelt was een tak van het oud adellijk geslacht Van Zuylen. De tak is ontstaan in de regio Utrecht. In de 17e eeuw is er van dit adellijk huis ook een tak ontstaan in de Zuidelijke Nederlanden, deze is tot op heden aanwezig onder de naam Van Zuylen van Nyevelt (niet te verwarren met de familie Van Zuylen van Nijevelt, die niet verwant is).

## Geschiedenis

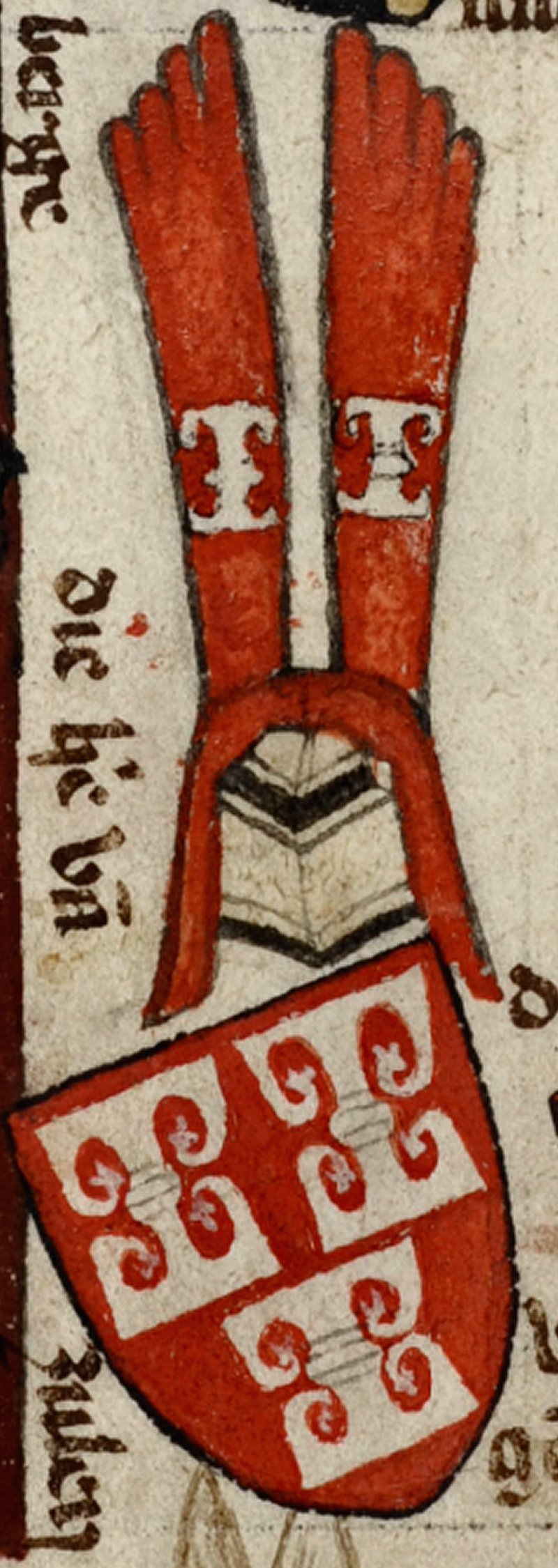
Wapen Van Zuylen in het wapenboek Gelre

De oudst bekende voorouder was Dirk van Sulen (van Nijenveld) die vanaf 21 mei 1285 wordt vermeld en sneuvelde in 1304 te Zierikzee. De familie vestigde zich in Utrecht en stelde zich in dienst van de bisschop en interesseerde zich daarnaast actief in het inpolderen en droogleggen van moerassen in de streek van de Vecht en in de Langbroekerwetering. De investeringen waren winstgevend en de van Zuylens werden gefortuneerd. Al snel lieten ze kasteel Zuylen bouwen, waar zij tot 1422 de eigenaar van waren. Vanaf 1327 tot in het midden van de zestiende eeuw werd het ambt van hofmaarschalk van de Utrechtse bisschop onafgebroken door een Van Zuylen uitgeoefend. Vanaf de vijftiende eeuw was er bijna altijd een Van Zuylen betrokken bij het stadsbestuur van Utrecht, als "oudman", raadslid, wethouder of burgemeester.
Huwelijkspolitiek betekende grotere rijkdom en toenemende macht voor de familie. Ze bestond weldra uit niet minder dan vijftien verschillende takken. Zo ontstond een hechte clan van familieleden die elkaar politiek en sociaal ondersteunden. Naast het kasteel van Zuylen aan de Vecht, bezaten familieleden onder meer de domeinen en kastelen Abcoude, Beverweerd, Blikkenburg, De Haar, Duurstede, Geerestein, Harmelen, Natewisch, Nijeveld, Zuilenburg en Zuylenstein.

## Noord-Nederlandse tak

### Geschiedenis
In 1311 gaf het kapittel van Sint-Jan 26 morgen land bij het huis Nyevelt - spreek uit Nieveld - in pacht aan ridder Steven van Zuylen en zijn vrouw Mabelia. De toevoeging 'van Nievelt' aan de naam Van Zuylen is ontleend aan deze hofstede, van waaruit de heerlijkheid Veldhuizen bij De Meern werd bestuurd. De kapel bij de Meernbrug in De Meern is mogelijk gesticht vanuit dit huis. In elk geval was er een band van de familie Van Zuylen van Nievelt met deze kapel.
Deze familie is een van de grootste takken die in rechte lijn afstamden van de stamvader van het geslacht. In de 19e eeuw werd de Noord-Nederlandse tak omschreven als 'Van Zuylen van Nyevelt', naar de enige tak die toen nog nakomelingen had. Deze familie werd benoemd in de Geldersche ridderschap in 1814 en erkend als baron in 1822.
Veel van de leden van deze familie woonden in Barneveld en lieten daar kasteel de Schaffelaar bouwen.
De laatste naamdragers overleden in 1881 en de laatste naamdraagster in 1947.

### Adelsbevestiging
"Bij besl. van den Souvereinen Vorst d.d. 28 Aug. 1814, ” 14 werden Jasper Hendrik van Zuylen van Nievelt, heer van den Brieller en Glinthorst en Coenraad Jan van Zuylen van Nievelt benoemd in de Ridderschap van Gelderland. Bij K.B. d.d. 23 Sept. 1822, no 119 werd voor hen en hun wettige afstammelingen erkend de hun van ouds competeerende titel van baron."

### Politieke overtuiging
Over het algemeen vormde het geslacht één front wat betreft haar politieke overtuiging. Over het algemeen stonden de Van Zuilens achter de bisschoppen en het bisdom, maar soms spanden zij samen met de Graven van Holland.
In 1267 werd Jan van Nassau tot bisschop gekozen. Jan was verwant aan de Graven van Gelre, die op deze manier probeerden meer invloed te krijgen in het Sticht. In deze periode zag men juist dat de grote steden steeds meer los wilden komen van de landadel en soeverein besluiten wilden maken. De Heren van Amstel en Woerden waren tegen Jan van Nassau. Bij dit conflict maakten de Van Zuilens verschillende keuzes. Zweder van Zuylen van Abcoude stond aan de kant van de Van Amstels en Steven en Frederik van Zuilen vochten aan de kant van Jan van Nassau. De laatst twee genoemden sneuvelden tijdens de strijd.

#### Hoekse en Kabeljauwse twisten
Het conflict ontstond in de tweede helft van de 14e eeuw, doordat het gewest Holland in buitenlandse handen dreigde te vallen. De Hoeksen waren hier tegen en wilden dit door middel van een staatsgreep voorkomen.
- Van Zuylen van Abcoude behoorde tot de Kabeljauwsen, zij waren verwant aan de Heren van Arkel.
- over Van Zuylen van Anholt is niet veel bekend. De familie was verwant met de Heren van Borssele die tot de Kabeljauwsen behoorden.
- de Van Zuylen van Nievelts sloten het verbond Van Zuylen waarin de verschillende bloedverwanten uit het geslacht, zich verenigden tegen bisschop David van Bourgondië. Meerdere kastelen van deze tak werden veroverd, geplunderd of in brand gestoken. Ze waren echter wel verwant aan de Heren van Heemskerk die Kabeljauws waren.
- Van Zuylen van Natewisch was een tak die eerst Hoeks was en dan ook nauwe banden had met andere Hoeksgezinden zoals de graven van Culemborg en Heren van Cats (die verwant waren aan alle Van Zuilens), de heren van Montfoort en de Zoudenbalchs. Later liep Johan van Zuylen van Natewisch over naar de Kabeljauwsen en werd verbannen uit de stad Utrecht.

#### Heeckerens en Bronckhorsten
Het conflict ontstond eveneens in de tweede helft van de 14e eeuw doordat er onenigheid ontstond over wie de graaf van Gelre moest opvolgen.
De van Zuylen van Anholt behoorden tot de van Bronckhorsten, doordat een lid was getrouwd met een kleindochter van Willem van Bronckhorst-Reckheim.

### Bekende telgen
- Thidericus de Sulen, drost van Bredevoort in 1332.
- Hendrik van Zuylen van Nijevelt (ca. 1440-1483), Hoeks veldheer.
- Willem van Zuylen van Nijevelt (?-1543), Nederlands schrijver.

### Genealogie
Frederik (Dirk) van Zuylen van Vecht (?-1304), ridder.
- Steven van Zuylen van Vecht, heer van Hoevelaken en Schalkwijk, ridder, burgemeester en overste oudeman van de stad Utrecht 1312 en 1318, rentmeester van deze zijde van de IJssel in 1325, maarschalk in 1326 en raad van den Bisschop van Utrecht Jan van Diest, getrouwd met Mabilia.
  - Jacob van Zuylen van Nijevelt, ook genaamd Van Vecht, heer van Hoevelaken en Nijenveld (1311), schildknaap in 1311, kastelein op Stoutenburch in 1343, ridder in 1346 en raad van de bisschop van Utrecht. Hij trouwde achtereenvolgens zijn nicht Christina van Zuylen van Nyevelt (van toen af nam hij die schrijfwijze aan) en Elisabeth Uten Ham.
    - Steven van Zuylen van Nyevelt, heer van Hoevelaken en Nijeveld (1355), schildknaap in 1348, ridder in 1356, maarschalk van Eemland in 1358 en 1379, maarschalk van het Sticht in 1364 en 1394, raadsheer van de bisschop van Utrecht in 1394. Werd in 1356 in zijn kasteel Nyeveld belegerd door Jan van Egmond, in dienst van de graaf van Holland. Na een hardnekkige verdediging moest hij zich op 22 mei overgeven, waarna het kasteel geplunderd en verbrand werd. Hij was getrouwd met Agnes van Heemskerke.
      - Jacob van Zuylen van Nijeveld, heer van Hoevelaken (1402), Nijeveld (1403) en Geerestein (1417) (?-1418), lid van de ridderschap van Utrecht, kastelein op Stoutenburg in 1393, maarschalk van Amersfoort en Eemland in 1396, raadsheer van de bisschop van Utrecht tussen 1397 en 1414; trouwde met Elisabeth van Nijerode, dochter van Gijsbrecht II van Nijenrode, heer van Nijenrode, ondertekenaar van de Kabeljauwse verbondsakte en Belia van Arkel van Leyenburg.[2]
        - Steven van Zuijlen van Nievelt (ca. 1400-), burgemeester van Utrecht, trouwde met Elisabeth van Oij (ca. 1404).
          - Jacob van Zuijlen van Nievelt(ca. 1432-) , heer van Hoevelaken, trouwde ca. 1457 met Oda van Montfoort (ca. 1436-).
            - Steven van Zuijlen van Nievelt (ca. 1476-).

          - Elisabeth van Zuijlen van Nievelt (ca. 1436-), trouwde ca. 1475 met Dirk van Zuijlen, ridder, (Willige Langerak, ca. 1435-).
            - Steven van Zuijlen, heer van Zevenden en de Haer (Utrecht, ca. 1476 - voor 17 mei 1555).

      - Willem van Zuylen van Nijeveld (?-1430), raad, schepen en burgemeester van Utrecht in de periode 1416-1423. Hij was ook maarschalk van Wijk-Duurstede. Hij was getrouwd met Beatrix van Amstel van Mynden.
        - Frederik van Zuylen van Nyeveld, kastelein en gouverneur op Vreeland. Hij was getrouwd met Diederica van Maarssen.
          - Steven van Zuylen (1441-1529) was getrouwd met Helwig van Acquoi.Hij was drossaard van het graafschap Leerdam, dijkgraaf van de baronie Acquoi en stadhouder van de heerlijkheid Schoonderweert.
            - Frederic van Zuylen (1485-?) was getrouwd met Lucia van Buchel en vervolgens met Cornelia van Asperen van Vuren.
              - Steven van Zuylen (1530-1596), trouwde met Cornelia van Oostrum en Johanna van Ermel.
                - Willem van Zuylen van Nyevelt (1563-1639), heer van Snaefburg, trouwde met Maria van de Vyvere en met Wilhelmina van Riebeke.
                  - Pieter-Frederic van Zuylen van Nyevelt (Maarssen, 1604-1691), verhuisd naar de Zuidelijke-Nederlanden waar een nieuwe tak ontstond.

          - Willem van Zuylen van Nyeveld (?-1484), Lid van de Ridderschap van Utrecht.
            - Frederik van Zuylen van Nyeveld, heer van 's Heeraartsberg, Berkenwoude en van Bergambacht.
              - Job van Zuylen van Nyeveld, Lid in de Ridderschap van Utrecht, schepen, raad en weesmeester van Amersfoort in de periode 1549-1563.
                - Frederik van Zuylen van Nyeveld (1544-1572), maarschalk op kasteel Ter Eem en later kapitein.
                  - Frederik van Zuylen van Nyeveld, geërfde op de Veluwe, kapitein van een compagnie voetknechten in 1592, edelman in de compagnie van Jhr. Arent van Groeneveh in 1596, maarschalk van het Overkwartier van het Sticht in 1595.
                    - Frederik van Zuylen van Nyeveld (1600-1671), lid van de Veluwse Ridderschap in 1660, ambtsjonker van Doornspijk en burgemeester van Harderwijk.
                      - Philip van Zuylen van Nievelt (1635-?), student te Harderwijk in 1659, verwalter-landdrost van de Veluwe in 1699.
                        - Gerrit Willem van Zuylen van Nievelt (?-1720), heer van Schouwenburg, ambtsjonker van Doornspijk 1710, luitenant-kolonel.
                          - Coenraad Jan van Zuylen van Nievelt (1716-1767), heer van Glinthorst en Velthuysen, lid van de Veluwse Ridderschap in 1738, ambtsjonker van Barneveld in 1738, van Rheden in 1760, gecommitteerde in de Admiraliteit in de Mare, Amsterdam en van West-Friesland, burgemeester van Arnhem, 1751-1762, gecommitteerde in de Staten-Generaal.
                            - Jasper Hendrik van Zuylen van Nievelt (1751-1828), heer van Glindhorst, den Brieller en Schaffelaar, Ambtsjonker van Barneveld, maire aldaar, representant van Gelderland.
                            - Gerard Willem van Zuylen van Nievelt, heer van Dorth 1787- (1756-1813). Hij was achtereenvolgens getrouwd met Jacoba van Lynden, Anna-Maria Romp en Christina van Lennep.
                              - Coenraad Jan van Zuylen van Nievelt, heer van Glinthorst en Den Brieller (1779-1837). Hij was getrouwd met Clementia van der Nieuwpoort en ze hadden tien kinderen.
                                - Gerrit Willem van Zuylen van Nievelt (1807-1881), lid van de gedeputeerde staten van Gelderland, burgemeester van Barneveld van 1837 tot 1841, was getrouwd met barones Catharina van Haersolte.
                                  - Louise Marie Clemence van Zuylen van Nievelt (1858-1947), laatste van haar geslacht, gehuwd met mr. Alexander Adriaan baron van Nagell (1859-1921), broer van A.W.J.J. baron van Nagell (1851-1936)

                                - Jasper Hendrik van Zuylen van Nievelt (1808-1877), heer van Schaffelaar 1828, lid provinciale staten van Gelderland, was getrouwd met Jeanne Cornélie barones van Tuyl van Serooskerken.
                                  - Johanna Magdalena Cornelia van Zuylen van Nievelt, vrouwe van Schaffelaar (1856-1934), was gehuwd met Anne Willem Jacob Joost baron van Nagell (1851-1936), burgemeester van Barneveld.

                                - Theodoor Willem van Zuylen van Nievelt (1813-1881), bestuurder en politicus, was getrouwd met Marie van Brakell tot den Brakell.

## Zuid-Nederlandse tak

### Geschiedenis
De Belgische tak van het geslacht Van Zuylen van Nievelt, is genaamd Van Zuylen van Nijevelt of van Nyevelt. De afsplitsing ontstond toen Pieter-Frederic van Zuylen (1604-1691), in de Zuidelijke-Nederlanden trouwde en daar ging wonen. De verhuizing had hoofdzakelijk te maken met de wil om trouw te blijven aan de katholieke godsdienst.
Van alle tot de adel verheven familieleden, heeft alleen de lijn van Jean-Jacques van Zuylen van Nyevelt zich tot op heden in mannelijke lijn voortgeplant.
Kasteel De Haar, gelegen in Haarzuilens, werd vanaf 1801 steeds geërfd door de eerstgeboren zoon in de oudste Belgische familietak. Deze tak werd 'Van Zuylen van Nyevelt van de Haar' genoemd en stierf in 2011 uit in mannelijke lijn.

### Adelsbevestigingen
- Bij KB van 14 april 1816, nr. 281, werd Jean-Jacques van Zuylen van Nyevelt benoemd in de ridderschap van West-Vlaanderen met de titel van baron.
- Bij KB van 3 september 1827, nr. 135, werden Johan Baptista Ghislain Anselme (1755-1837) en Marie Dominique François van Zuylen van Nyevelt (1769-1847) erkend met de titel van baron.
- Bij KB van 3 augustus 1828, nr. 8, werden de zonen van wijlen Joseph Ghislain van Zuylen van Nyevelt (1761-1824), namelijk Johannes Josephus Augustus Ghislain (1802-1883), Guido Joseph Marie Ghislain (1809-1852) en Fredericus Stephanus (Etienne Joseph Ghislain) van Zuylen van Nyevelt (1814-1881) erkend met de titel van baron.[3]

Deze familieleden werden aldus erfelijk opgenomen in de adelstand van het Verenigd Koninkrijk der Nederlanden. Doordat ze in België gevestigd waren, gingen ze na 1830 tot de Belgische adel behoren.
Onder het Koninkrijk België kwamen daar nog bij:
- Koninklijk besluit van 29 november 1855: de zonen van André-Patrice van Zuylen van Nyevelt (1772-1849), met name Jean-Jacques (1801-1875) en André (1805-1882).

### De post
De posterijen brachten de familie van Zuylen naar Brugge. De post was onder het ancien régime een privébedrijf dat voor wat betreft de Duits-Oostenrijkse gebieden, met inbegrip van de Zuidelijke Nederlanden het monopolie was van de adellijke familie Thurn und Taxis, die er een merkwaardig en winstgevend bedrijf van maakte. De directeurs die ze, per gebied, als hun exclusieve vertegenwoordigers aanstelden, werden eveneens welvarend. Ze bestuurden een uitgebreid netwerk van plaatselijke vertegenwoordigers in de ganse provincie. Weldra behoorden ze tot de prominente plaatselijke adel van hun werkgebied. Het verliep niet anders met de van Zuylens in Brugge. Waren opeenvolgend postmeester:
- Pieter Andries van Zuylen van Nyevelt (1649-1698).
  - Jacques-Rodolphe van Zuylen van Nyevelt (1691-1752) die schepen werd van Brugge, vervolgens schepen van het Brugse Vrije en afgevaardigde bij de Staten van Vlaanderen.
    - Jean-Bernard van Zuylen van Nyevelt (1721-1791) die eerste schepen werd van de stad Brugge.
      - (Jean-Baptiste van Zuylen van Nyevelt) (1755-1837) werd geen postmeester, maar zijn zoon wel.
        - Albert van Zuylen van Nyevelt (1791-1841) was postmeester in Brugge en in Ieper.

      - Marie-Dominique van Zuylen van Nyevelt (1769-1846) was de laatste postmeester onder het ancien régime en bleef dit ook nog na de revoluties.
        - Auguste van Zuylen van Nyevelt (1801-1846) volgde zijn vader als postmeester op in Brugge en in Ieper. Hij sloot de rij van de Van Zuylens die in het postwezen actief waren geweest. Na de revoluties was het directeurschap van de posterijen een ambtelijke functie geworden en niet meer de bron van aanzienlijke inkomsten.

### Guido Gezelle en de van Zuylens
Guido Gezelle had regelmatige contacten met leden van de familie van Zuylen van Nyevelt. Hij werd geboren op de kleine hoeve in de Rolweg, die eigendom was van het echtpaar Theodore van de Walle (1780-1848) en Isabelle van Zuylen van Nyevelt (1796-1889).
Zijn ouders kozen voor hem de jonge Guy van Zuylen van Nyevelt, neef van de huisbazen, als peter.
In 1861 schreef de jonge dichter een lang huldedicht aan Zuster Philomena, barones van Zuylen van Nyevelt. Anne van Zuylen van Nyevelt (1806-1885) was in 1836 als een van de eerste toegetreden tot de door Charles Carton gestichte zustercongregatie voor de opvoeding en opleiding van dove en stomme kinderen.
In 1864 schreef hij een lang huldedicht ter ere van de broer van zuster Philomena, kanunnik François van Zuylen van Nyevelt (1800-1883) bij de viering van zijn zilveren jubileum als pastoor van het Sint-Janshospitaal in Brugge. Voor diezelfde gelegenheid schreef hij ook een luimig tafelgedicht. Allebei waren ze een schoonzus en een schoonbroer van de vroegere huiseigenaar van Pieter Gezelle, Théodore van de Walle - van Zuylen, als een van de elf kinderen van baron Marie-Dominique van Zuylen van Nyevelt (1769-1846) en van Philippine van Hamme de Stampaertshoucke (1775-1867).
In 1890 schreef Gezelle een gedicht voor de plechtige communie van Henry van Zuylen van Nyevelt (1878-1906), kleinzoon van zijn peter en zoon van François van Zuylen van Nyevelt (1835-1907). De jonge man werd eerste luitenant op het schoolschip Comte de Smet de Nayer, en kwam om in de Golf van Biskaje. Het gedicht is steeds in de familie zeer in eer gehouden.

### Genealogie
- Pieter-Frederic van Zuylen van Nyevelt (Maarssen, 16 december 1604 - 25 oktober 1691), trouwde in Brussel in 1634, met Olympia Sindico (1617-1654). Hij werd officier in het leger van de Spanjaarden in de Zuidelijke Nederlanden. Weduwnaar geworden hertrouwde hij in Utrecht in 1670 met Gertrude van Voorst. Hij had twee zonen: Pieter-Andries die zich in de Zuidelijke Nederlanden vestigde en Johan-Frederic die in Noord-Nederland bleef en zich op het familiegoed Snaafburg in Maarssen vestigde.
  - Pieter-Andries van Zuylen van Nyevelt (Oudenaarde, 30 november 1649 - Brugge, 25 oktober 1695), zoon uit het eerste huwelijk van Pieter-Frederic werd kapitein in het Spaanse leger. Na jaren in dienst te zijn geweest van prins Eugène de Tour et Taxis, werd hij door hem algemeen postmeester voor Brugge en het Brugse Vrije benoemd. Hij was getrouwd met Caroline Le Febure (1658-1723).
    - Jacques-Rodolphe van Zuylen van Nyevelt (Brugge, 15 juli 1691 - 3 juni 1752) was algemeen postmeester van Brugge en het Brugse Vrije. Hij trouwde met Marie-Anne van Steelant (1693-1722) en hertrouwde met Anne Woelaerts (1715-1788). Er waren twee zoons uit het eerste bed en vijf dochters uit het tweede.
      - Jacques-Antoine van Zuylen van Nyevelt de Gaesebeke (Brugge, 23 januari 1719 - 29 december 1779) die getrouwd was met Claire de la Coste (1724-1804). Hij was schepen van het Brugse Vrije.
        - Jean-Antoine van Zuylen van Nyevelt de Gaesebeke (Brugge, 16 september 1748 - Rijsel, 12 oktober 1797), getrouwd met Rose Wybo (1749-1833). Hij was een hevig Brugs revolutionair in de Franse tijd en kreeg de bijnaam 'de Gazebeeste'. Zijn nakomelingen lieten onder het Verenigd Koninkrijk der Nederlanden hun adellijke status niet bevestigen. Het betrof:
          - Jean-Jacques van Zuylen van Nyevelt - du Chambge (Brugge, 10 februari 1776 - 19 mei 1802), trouwde met Marie du Chambge de Noyelles (1784-1850). Hij was een 'soldaat van Oranje'. Hun twee zoons stierven jong.
          - Jacques-Rodolphe van Zuylen van Nyevelt (Brugge, 6 april 1776 - 1 september 1841) trouwde met Anne-Marie Saeys (1785-1858). Hij was ontvanger van belastingen, handelaar, zeepzieder en een van de prominente figuren van de Belgische Revolutie in Brugge. Het gezin had elf kinderen.

      - Jean-Bernard van Zuylen van Nyevelt (Brugge, 20 juni 1721 - 17 december 1791), algemeen postmeester, die trouwde met Isabelle du Bois (1730-1804). Zij zijn de stamvaders van alle twintigste-eeuwse van Zuylen van Nyevelts in België en Frankrijk.
        - Isabelle van Zuylen van Nyevelt (1749-1819) trouwde met Jean-Baptiste Coppieters 't Wallant (1732-1797), schepen van het Brugse Vrije.
          - Jean-Baptiste Coppieters 't Wallant, burgemeester van Brugge.
          - Charles Coppieters Stochove, lid van het Nationaal Congres, volksvertegenwoordiger, rechtbankvoorzitter.

        - Jean-Jacques van Zuylen van Nyevelt van de Haar (Brugge, 11 oktober 1752 - 23 januari 1846), Tweede Kamerlid, burgemeester van Brugge.
          - Gustave van Zuylen van Nyevelt van de Haar (Brugge, 3 februari 1818 - Brussel, 20 maart 1890), diplomaat, getrouwd met Julie Visart de Bocarmé (1823-1862) en barones Leontine van Lockhorst (1830-1906).
            - Étienne van Zuylen van Nyevelt van de Haar (16 oktober 1860 - Nice, 8 mei 1934), opdrachtgever van de grote restauratie van Kasteel De Haar, medestichter in 1895 en eerste voorzitter van de Automobile Club de France. Hij was getrouwd met Hélène de Rothschild (1863-1947).
              - Egmont van Zuylen van Nyevelt van de Haar (Parijs, 12 oktober 1890 - 21 december 1960), diplomaat. Hij was getrouwd met de Egyptische Marguerite Namétalla (1901-1970).
                - Marie-Hélène van Zuylen van Nyevelt van de Haar (1927-1996), publieke personaliteit en mecenas, getrouwd met François de Nicolay (1919-1963) en met baron Guy de Rothschild (1909-2007).
                - Thierry van Zuylen van Nyevelt van de Haar (Parijs, 6 april 1932 - Londen, 2 januari 2011), laatste heer van het kasteel De Haar in Haarzuilens en laatste mannelijke telg van de tak de Haar. Hij was driemaal getrouwd en kreeg vijf dochters.

          - Edouard van Zuylen van Nyevelt (1831-1886) x Anne de Rossius d'Humain de Bouillon (1844-1910).
          - Hector van Zuylen van Nyevelt (Brugge, 23 april 1833 - Sint-Andries, 24 februari 1915), x 1) Elisa Peers (1832-1864), 2) Ida van Caloen de Basseghem (1837-1917).
            - Georges van Zuylen van Nyevelt (Brugge, 28 december 1858 - Dilbeek, 4 maart 1891) x Alice Moeremans (1860-1933).
              - Raoul van Zuylen van Nyevelt (Dilbeek, 30 juni 1884 - Veldegem, 8 januari 1962), burgemeester van Veldegem, x burggravin Marguerite de Spoelberch (1886-1955).

            - Albert van Zuylen van Nyevelt (Brugge, 6 december 1870 - 8 maart 1936), historicus en rijksarchivaris, x Marie Stiénon du Pré (1876-1956).
              - Jacques van Zuylen van Nyevelt (Brugge, 3 april 1901 - Etterbeek, 22 juni 1966), cavalerie kolonel, secretaris-generaal van de Belgische Jockey Club, x Antwerpen, 16 september 1926, met Mariette de Mahieu (1900-1983).
                - André van Zuylen van Nyevelt (1928-2001), x Marina de Cock de Rameyen (1935).
                - Henri van Zuylen van Nyevelt (1929), x Monique de Brabandère (1934).
                  - Tanguy van Zuylen van Nyevelt (1956), x Vinciane Ceulemans (1959).
                  - Didrik van Zuylen van Nyevelt (1958), x Fabienne de Duve (1966).

                - Jacques-Albert van Zuylen van Nyevelt (1933-2005), x Godelieve Pieters (1939), xx Antoinette Leonidas (1941).
                - Emmanuel van Zuylen van Nyevelt (Etterbeek 5 december 1934), x Françoise Casier (1940).
                  - Cedric van Zuylen van Nyevelt (1966).
                  - Evrard van Zuylen van Nyevelt (1970), x Juliette Collinet (1974).
                    - Justin van Zuylen van Nyevelt (2001).

              - Edith van Zuylen van Nyevelt (Sint-Andries, 1906 - Brugge, 2002), x Charles van Renynghe de Voxvrie (1900-1982).
              - Jean van Zuylen van Nyevelt (Sint-Andries, 16 maart 1918 - Brugge, 1 mei 1978), x Louisa van Zuylen (°1921).
                - Jean-Pierre van Zuylen van Nyevelt (Sint-Andries, 31 oktober 1950) x Dominique van Langenhove de Bouvekercke (°1951).
                  - Jean-Bernard van Zuylen van Nyevelt (°1979), x Godelieve de Ghellinck d'Elseghem Vaernewyck (°1981).
                  - Quentin Van Zuylen van Nyevelt (°1980), x Caroline Massart (°1982).

                - François van Zuylen van Nyevelt (°1952), x Martine Descamps (°1954).
                  - David van Zuylen van Nyevelt (°1978), x Inès de Wouters d'Oplinter (°1981).
                  - Yannick van Zuylen van Nyevelt (°1980) x Aude Simonart (°1981).

          - Prosper van Zuylen van Nyevelt (1835-1912) x Marie van Zuylen van Nyevelt (1832-1934).

        - Joseph-Ghislain van Zuylen van Nyevelt (1761-1824) x 1) Marie-Isabelle de Peneranda de Franchimont (1770-1807) en 2) Jeanne Arents de Beerteghem (1781-1866).
          - Julienne van Zuylen van Nyevelt (1794-1866), x Jean-Jacques van Zuylen van Nyevelt (1752-1846).
          - Guy van Zuylen van Nyevelt (1809-1852), x Emilie Wauwermans (1809-1892).
            - François van Zuylen van Nyevelt (1835-1907), x Mathilde van Pottelsberghe de la Potterie (1837-1927).
              - Henry van Zuylen van Nyevelt (1878-1906).

        - Marie-Dominique van Zuylen van Nyevelt (1769-1847), directeur-generaal van de posterijen, x Philippine van Hamme de Stampaertshoucke (1775-1867).
          - Isabelle van Zuylen van Nyevelt (1796-1826), x Théodore van de Walle (1780-1848).
          - Jean van Zuylen van Nyevelt (1798-1863), raadsheer bij het Hof van beroep in Gent, x Eugénie De Busscher (1804-1884).
          - François van Zuylen van Nyevelt (1800-1883), kanunnik, pastoor Sint-Janshospitaal.
          - Dominique van Zuylen van Nyevelt (1805-1863), burgemeester van Vlamertinge, x Marie-Thérèse van den Peereboom (1810-1893).
          - Anne van Zuylen van Nyevelt (1806-1885), religieuze Congregatie van de Kindsheid Jesu.
          - Constance van Zuylen van Nyevelt (1807-1877), religieuze in het Prinselijk Begijnhof Brugge.

        - André-Patrice van Zuylen van Nyevelt (1772-1849), x Marie-Anne van Hamme de Stampaertshoucke (1774-1843).
          - Jean-Jacques van Zuylen van Nyevelt (1801-1875), x Marie-Christine d'Hanins de Moerkerke de Warnave (1819-1873).
            - Julienne van Zuylen van Nyevelt (1847-1883), x ridder Oscar de Burbure de Wesembeek (1842-1915).

      - Marie-Amélie van Zuylen van Nyevelt (Brugge 1748-1830) x Baudouin de Coninck (1747-1770), xx Joseph de Colnet de Gloriette (1744-1818).
        - Patrice de Coninck (Brugge, 19 november 1770 - 22 mei 1827) getrouwd met Françoise van Outryve de Merckem (1777-1837). Hij was minister van Binnenlandse en van Buitenlandse Zaken onder Willem I.

  - Johan Frederic van Zuylen van Nijevelt (†1705).
    - Rudolf Frederic van Zuylen van Nijevelt (†1722).
      - Jan Frederic van Zuylen van Nijevelt (†1751).
      - Antoon-Martinus van Zuylen van Nijevelt (Maarssen, 14 oktober 1708 - Utrecht, 12 januari 1801), laatste van zijn familietak.

## Beierse tak

### Geschiedenis
De samenwerking van de van Zuylens als postmeesters met de prinsen van Tour en Taxis dateerde uit de zeventiende eeuw. Pierre-André van Zuylen (1649-1698) werd kamerheer en hofmaarschalk van prins Eugeen de Tour et Taxis, grootmeester van de keizerlijke posterijen. In 1684 benoemde de prins Pierre-André tot de lucratieve functie van postmeester voor Brugge en het Brugse Vrije. Zijn zoon Jacques-Rodolphe, zijn kleinzoon Jean-Bernard en zijn achterkleinzoon Jean-Jacques volgden hem daar in op.

### Adelsbevestiging
De relaties bleven behouden en dit had tot gevolg dat François van Zuylen van Nyevelt (1764-1835), de negende van de dertien kinderen van Jean-Bernard, werd opgenomen in het prinselijke huishouden en hofmaarschalk werd bij de prins Thurn und Taxis alsook kamerheer bij de koning van Pruisen. In 1816 werd hij erkend in de Beierse adel met de titel van baron. Twee generaties volgden hem hier in op. In 1906 is deze tak in mannelijke lijn uitgestorven, met als laatste telg François-Ghislain van Zuylen van Nyevelt (1836-1906).
De vrouwelijke afstammelingen huwden in de hoge Beierse adel, met een von Preysing Lichtenegg, een von Redwitz, een von Rom, een Aschenauer enz.

### Genealogie
- François-Xavier van Zuylen van Nyevelt (Brugge, 18 mei 1764 - Regensburg, 14 augustus 1835) x gravin Octavie de Jenison Walworth (Walworth Castle, 1767 - Prüfening, 31 januari 1820).
  - Alexandre-Ghislain van Zuylen van Nyevelt (Regensburg, 5 mei 1804 - Prüfening, 9 juni 1870), kamerheer van de koning van Beieren, x gravin Wilhelmina de Jenison Walworth (Regensburg, 21 juni 1810 - Prüfening, 12 mei 1884).
    - François-Ghislain van Zuylen van Nyevelt (Regensburg, 12 mei 1836 - Königswiesen, 25 oktober 1906), kamerheer van de koning van Beieren, x 1) Tinza von Goyan, 2) Alwina von Zerzog auf Nairitz. Ze hadden vier dochters, van wie er drie nageslacht hebben.

## Heraldiek
De familie voert een sprekend wapen: drie zuilen. De wapenspreuk luidt: Non Titubans.
- Wapen 1814: in zilver drie rode zuilen. Een aanziende helm; een kroon van vijf bladeren; dekkleden: rood en zilver; helmteken: een drakenkop en -hals van hermelijn, rood pijlpuntig getongd; schildhouders: twee leeuwen van natuurlijke kleur, rood getongd; het geheel geplaatst op een groene arabesk.
- Wapen 1816: als 1814, maar het schild gedekt met een Brabantse baronnenmuts, de helm halflinks gewend, als schildhouders: twee omziende gouden griffioenen met gesloten, naar beneden gerichte vlucht, de staart tussen de achterpoten doorgeslagen en met een pijlpuntige rode tong, houdende een gouden toernooilans, waaraan banieren, rechts volgens het schild, in links in rood drie zilveren ruiten, en het geheel geplaatst op een grasgrond.
- Wapen 1827 en 1828: als 1814, maar de helm halfaanziend en blauw gevoerd, de helmkroon van drie bladeren en twee parels, schildhouders als 1816, maar niet omziend, de vlucht naar boven, ook rood genageld en zonder de toernooilansen, en het geheel geplaatst op een grasgrond.[7]

## Het familiepact
In 1845 werd tussen de verschillende takken van de familie van Zuylen van Nyevelt een pact gesloten 'van vriendschap en bondgenootschap', dat de bedoeling had om in lengte van jaren de banden tussen de verschillende familietakken te bewaren en te verstevigen. De ondertekenaars waren 31 Van Zuylens uit België, 11 uit Nederland en 3 uit Beieren.
In het pact beloofden ze onder meer hun kinderen christelijk op te voeden, elk volgens zijn geloofsbelijdenis. Ze beloofden elkaar onderlinge bijstand, steun en raad te verlenen. Ook namen ze zich voor de genealogie van de familie bij te houden en jaarlijks de ingetreden geboorten, huwelijken en overlijdens aan elkaar mee te delen.

## Andere naamdragers
Een Rotterdamse familie met de naam Van Zuylen van Nijevelt verkreeg ook adellijke status; er is echter geen aantoonbaar verband met het oud-adellijke geslacht Van Zuylen uit Utrecht en omgeving.
Er is ook nog een Belgische familie Van Zuylen die adellijke status verwierf in de 20ste eeuw en die wellicht kan gehecht worden aan de Utrechtse familie.

### Algemeen
- Aa, A.J. van der. Harderwijk, K.J.R. van. Schotel, G.D.J. e.a., Biografisch Woordenboek der Nederlanden,1868, p. 376-410
- J. Gailliard, Maison de Zuylen, histoire et généographie, Bruges, 1863.[9]

### Nederlandse tak
- D. G. van Epen, 'Van Zuijlen van Nijevelt', in: Adelsarchief. Jaarboek voor den Nederlandschen adel 4 (1903-1904), p. 261-324.
- H. Obreen, La maison de Zuylen dans l'histoire des Pays-Bas, Tongerloo, 1933.
- Nederland's Adelsboek 25 (1927); 46 (1953), p. 547-557 (met stamreeks).
- J. M. M. Wielinga, De afkomst der Zuylens en hun optreden in het Sticht, Maarssen, 1982.
- Nederland's Adelsboek 98 (2013-2014), p. 307-321.

### Zuid-Nederlandse tak
- F. Van Dycke, Recueil héraldique de familles nobles et patriciennes de la ville et du franconat de Bruges, Brugge, 1851.
- Biographie du baron Henri van Zuylen van Nyevelt, commandant en second du navire-école Comte de Smet de Naeyer 26 août-19 avril 1906, Brussel, 1907.
- Charles van Renynghe de Voxvrie, Généalogie de la famille van Zuylen van Nyevelt, 1021-1955, Brugge, 1955 (typoscript, onuitgegeven).
- Louis van Renynghe de Voxvrie, Descendance de Jean-Bernard van Zuylen van Nyevelt et d'Isabelle du Bois, Brugge, 1964.
- Luc Duerloo & Paul Janssens, Wapenboek van de Belgische adel, Brussel, 1992.
- M. Meurrens (red.), De post van Thurn en Taxis, Brussel, Algemeen Rijksarchief, 1992.
- Bart Van Der Herten, De ontwikkeling van de Belgische Post (1830-1913), in: Belgisch Tijdschrift voor Filologie en Geschiedenis, 1996, pp. 805-837.
- Andries Van den Abeele, De familie van Zuylen van Nyevelt de Gaesbeke op het Brugse kerkhof, in: Brugs Ommeland, 1997, blz. 89-125.
- Andries Van den Abeele, Jan van Zuylen van Nyevelt de Gaesebeke, of de ongewenste soldaat van Oranje, in: Docendo discimus, liber amicorum Romain Van Eenoo, Gent, 1999, Blz. 1119-1135.
- Oscar Coomans de Brachène, État présent de la noblesse belge, Annuaire 2002, Brussel, 2002, p. 35-56.
- Humbert Marnix de Sainte-Aldegonde, État présent de la noblesse belge, Annuaire 2014, Brussel, 2014, p. 536-548.

### Beierse tak
- Louis van Renynghe de Voxvrie, Descendance de Jean-Bernard van Zuylen van Nyevelt et d'Isabelle du Bois, Brugge, 1964.
- Genealogisches Handbuch des Adels 120 (1999), p. 580-581.